# Amphicyclotulus guadeloupensis
Amphicyclotulus guadeloupensis là một loài ốc nhiệt đới đất liền có mang và nắp (động vật chân bụng)|nắp ốc, là động vật chân bụng sống trên cạn động vật thân mềm trong họ Neocyclotidae.
This land snail is now extinct.

## Phân bố
Đây là loài đặc hữu của Guadeloupe.